# Ястшембенець
Ястшембенець (пол. Jastrzębieniec) — село в Польщі, у гміні Длутув Паб'яницького повіту Лодзинського воєводства.
У 1975-1998 роках село належало до Пйотрковського воєводства.